# Tolmerus shachristanicus
Tolmerus shachristanicus là một loài ruồi trong họ Asilidae. Tolmerus shachristanicus được Lehr miêu tả năm 1981. Loài này phân bố ở vùng Cổ Bắc giới.